# رومارين بيلونغ
إيمي رومارين بيلونغ (بالفرنسية: Romarin Billong)‏ (11 يونيو 1970 في موندو) لاعب كرة قدم كاميروني الجنسية تشادي المولد معتزل كان يجيد اللعب في خط الدفاع .
بدأ بيلونغ مسيرته الرياضية في نادي ليون سنة 1989 وبعد 6 سنوات انتقل إلى نادي سانت إتيان . في سنة 2000 انتقل إلى نادي وست هام يونايتد الإنجليزي واختتم مسيرته الرياضية في نادي نانسي واعتزل نهائيا لعب كرة القدم في سنة 2002 .
شارك مع منتخب الكاميرون في بطولة كأس الأمم الأفريقية لكرة القدم 1998 التي أقيمت في بوركينا فاسو وخرج من الدور الربع النهائي على يد منتخب جمهورية الكونغو الديمقراطية .

## روابط خارجية
- رومارين بيلونغ على موقع الاتحاد الدولي (مؤرشف)  (الإنجليزية)
- رومارين بيلونغ على موقع رابطة كرة القدم الفرنسية للمحترفين (الإنجليزية)
- رومارين بيلونغ على موقع قاعدة بيانات كرة القدم.إي يو (الإنجليزية)
- رومارين بيلونغ على موقع ناشيونال فوتبول تيمز (الإنجليزية)